# Futebol nos Jogos Olímpicos de Verão de 2004 - Feminino
O torneio feminino de futebol nos Jogos Olímpicos de Verão de 2004 foi disputado entre 11 e 26 de agosto.

## Medalhistas
|  | USA Estados Unidos |  | BRA Brasil |  | GER Alemanha |
|  | Briana Scurry Heather Mitts Christie Rampone Cat Reddick Lindsay Tarpley Brandi Chastain Shannon Boxx Angela Hucles Mia Hamm Aly Wagner Julie Foudy Cindy Parlow Kristine Lilly Joy Fawcett Kate Markgraf Abby Wambach Heather O'Reilly Kristin Luckenbill |  | Andréia Suntaque Maravilha Mônica de Paula Tânia Maranhão Juliana Cabral Daniela Alves Rosana Augusto Renata Costa Aline Pellegrino Formiga Elaine Moura Maycon Pretinha Marta Cristiane Roseli de Belo Kelly Cristina Grazielle Nascimento |  | Silke Rottenberg Kerstin Stegemann Kerstin Garefrekes Steffi Jones Sarah Günther Viola Odebrecht Pia Wunderlich Petra Wimbersky Birgit Prinz Renate Lingor Martina Müller Navina Omilade Sandra Minnert Isabell Bachor Sonja Fuss Conny Pohlers Ariane Hingst Nadine Angerer |

## Equipes qualificadas
| Ásia - China - Japão América do Norte, Central e Caribe - Estados Unidos - México América do Sul - Brasil | África - Nigéria Europa - Alemanha - Grécia - Suécia Oceania - Austrália |

## Arbitragem
| Europa - GER Christine Frai - ROU Cristina Babadac - CZE Dagmar Damková - SWE Jenny Palmqvist América do Norte e Central - GUY Dianne Ferreira-James - USA Kari Seitz | África - SEN Fatou Gaye América do Sul - BRA Silvia Regina de Oliveira Ásia - IND Bentla D'Coth Oceania - AUS Krystyna Szokolai |

## Primeira fase

### Grupo E
| Pos. | Time    | Pts | J | V | E | D | GP | GC | SG |
| ---- | ------- | --- | - | - | - | - | -- | -- | -- |
| 1    | Suécia  | 3   | 2 | 1 | 0 | 1 | 2  | 2  | 0  |
| 2    | Nigéria | 3   | 2 | 1 | 0 | 1 | 2  | 2  | 0  |
| 3    | Japão   | 3   | 2 | 1 | 0 | 1 | 1  | 1  | 0  |

| 11 de agosto de 2004 | Suécia | 0 – 1     | Japão       | Estádio Panthessaliko, Vólos            |
| 18:00                |        | relatório | Arakawa 24' | Público: 10,104 Árbitro: SEN Fatou Gaye |

| 14 de agosto de 2004 | Japão | 0 – 1     | Nigéria   | Estádio Karaiskákis, Pireu                         |
| 18:00                |       | relatório | Okolo 55' | Público: 14,126 Árbitro: GUY Dianne Ferreira-James |

| 17 de agosto de 2004 | Suécia                     | 2 – 1     | Nigéria   | Estádio Panthessaliko, Vólos                           |
| 18:00                | Marklund 68' · Moström 73' | relatório | Akide 25' | Público: 21,597 Árbitro: BRA Silvia Regina de Oliveira |

### Grupo F
| Pos. | Time     | Pts | J | V | E | D | GP | GC | SG |
| ---- | -------- | --- | - | - | - | - | -- | -- | -- |
| 1    | Alemanha | 6   | 2 | 2 | 0 | 0 | 10 | 0  | 10 |
| 2    | México   | 1   | 2 | 0 | 1 | 1 | 1  | 3  | -2 |
| 3    | China    | 1   | 2 | 0 | 1 | 1 | 1  | 9  | -8 |

| 11 de agosto de 2004 | Alemanha                                                                                 | 8 – 0     | China | Estádio Pampeloponnisiako, Patras       |
| 18:00                | Prinz 13', 21', 73', 88' · Wunderlich 65' · Lingor 76' (pen.) · Pohlers 82' · Müller 90' | relatório |       | Público: 14,657 Árbitro: USA Kari Seitz |

| 14 de agosto de 2004 | China       | 1 – 1     | México        | Estádio Pampeloponnisiako, Patras            |
| 18:00                | Ji Ting 34' | relatório | Domínguez 11' | Público: 5,112 Árbitro: ROU Cristina Babadac |

| 17 de agosto de 2004 | Alemanha                  | 2 – 0     | México | Estádio Karaiskákis, Pireu                     |
| 18:00                | Wimbersky 20' · Prinz 79' | relatório |        | Público: 26,338 Árbitro: AUS Krystyna Szokolai |

### Grupo G
| Pos. | Time           | Pts | J | V | E | D | GP | GC | SG  |
| ---- | -------------- | --- | - | - | - | - | -- | -- | --- |
| 1    | Estados Unidos | 7   | 3 | 2 | 1 | 0 | 6  | 1  | 5   |
| 2    | Brasil         | 6   | 3 | 2 | 0 | 1 | 8  | 2  | 6   |
| 3    | Austrália      | 4   | 3 | 1 | 1 | 1 | 2  | 2  | 0   |
| 4    | Grécia         | 0   | 3 | 0 | 0 | 3 | 0  | 11 | -11 |

| 11 de agosto de 2004 | Grécia | 0 – 3     | Estados Unidos                    | Estádio Pankritio, Heraclião                 |
| 18:00                |        | relatório | Boxx 14' · Wambach 30' · Hamm 82' | Público: 15,757 Árbitro: SWE Jenny Palmqvist |

| 11 de agosto de 2004 | Brasil    | 1 – 0     | Austrália | Estádio Kaftanzoglio, Salónica              |
| 18:00                | Marta 36' | relatório |           | Público: 25,152 Árbitro: CZE Dagmar Damková |

| 14 de agosto de 2004 | Grécia | 0 – 1     | Austrália    | Estádio Pankritio, Heraclião              |
| 18:00                |        | relatório | Garriock 27' | Público: 8,857 Árbitro: IND Bentla D'Coth |

| 14 de agosto de 2004 | Estados Unidos                | 2 – 0     | Brasil | Estádio Kaftanzoglio, Salónica              |
| 18:00                | Hamm 58' (pen.) · Wambach 77' | relatório |        | Público: 17,123 Árbitro: CZE Dagmar Damková |

| 17 de agosto de 2004 | Grécia | 0 – 7     | Brasil                                                                             | Estádio Pampeloponnisiako, Patras          |
| 18:00                |        | relatório | Pretinha 21' · Cristiane 45+1', 55', 77' · Grazielle 49' · Marta 70' · Daniela 72' | Público: 7,214 Árbitro: GER Christine Frai |

| 17 de agosto de 2004 | Estados Unidos | 1 – 1     | Austrália  | Estádio Kaftanzoglio, Salónica               |
| 18:00                | Lilly 19'      | relatório | Peters 82' | Público: 3,320 Árbitro: ROU Cristina Babadac |

## Fase final
|  | Quartas de final         | Quartas de final      |                          |        | Semifinais     | Semifinais     |  |  | Final                | Final |
|  |                          |                       |                          |        |                |                |  |  |                      |       |
|  | 20 de agosto - Patras    |                       |                          |        |                |                |  |  |                      |       |
|  |                          |                       |                          |        |                |                |  |  |                      |       |
|  | Alemanha                 | 2                     |                          |        |                |                |  |  |                      |       |
|  | Alemanha                 | 2                     | 23 de agosto - Heraclião |        |                |                |  |  |                      |       |
|  | Nigéria                  | 1                     |                          |        |                |                |  |  |                      |       |
|  | Nigéria                  | 1                     | Alemanha                 | 1      |                |                |  |  |                      |       |
|  | 20 de agosto - Salónica  |                       | Alemanha                 | 1      |                |                |  |  |                      |       |
|  |                          | Estados Unidos        | 2                        |        |                |                |  |  |                      |       |
|  | Estados Unidos           | Estados Unidos        | 2                        | 2      |                |                |  |  |                      |       |
|  | Estados Unidos           |                       | 26 de agosto - Pireu     | 2      |                |                |  |  |                      |       |
|  | Japão                    | 1                     |                          |        |                |                |  |  |                      |       |
|  | Japão                    | 1                     | Estados Unidos           | 2      |                |                |  |  |                      |       |
|  | 20 de agosto - Heraclião |                       | Estados Unidos           | 2      |                |                |  |  |                      |       |
|  |                          | Brasil                | 1                        |        |                |                |  |  |                      |       |
|  | México                   | Brasil                | 1                        | 0      |                |                |  |  |                      |       |
|  | México                   | 23 de agosto - Patras |                          | 0      |                |                |  |  |                      |       |
|  | Brasil                   | 5                     |                          |        |                |                |  |  |                      |       |
|  | Brasil                   | 5                     | Suécia                   | 0      | Terceiro lugar | Terceiro lugar |  |  |                      |       |
|  | 20 de agosto - Vólos     |                       | Suécia                   | 0      | Terceiro lugar | Terceiro lugar |  |  |                      |       |
|  |                          | Brasil                | 1                        |        |                |                |  |  |                      |       |
|  | Suécia                   | Brasil                | 1                        | 2      | Alemanha       | 1              |  |  |                      |       |
|  | Suécia                   |                       |                          | 2      | Alemanha       | 1              |  |  |                      |       |
|  | Austrália                | 1                     |                          | Suécia | 0              |                |  |  |                      |       |
|  | Austrália                | 1                     |                          |        | 0              |                |  |  |                      |       |
|  |                          |                       |                          |        |                |                |  |  | 26 de agosto - Pireu |       |
|  |                          |                       |                          |        |                |                |  |  |                      |       |

### Quartas-de-final
| 20 de agosto de 2004 | Alemanha                | 2 – 1     | Nigéria   | Estádio Pampeloponnisiako, Patras         |
| 18:00                | Jones 76' · Pohlers 81' | relatório | Akide 49' | Público: 2,531 Árbitro: IND Bentla D'Coth |

| 20 de agosto de 2004 | Estados Unidos          | 2 – 1     | Japão        | Estádio Kaftanzoglio, Salónica                        |
| 18:00                | Lilly 43' · Wambach 59' | relatório | Yamamoto 48' | Público: 1,418 Árbitro: BRA Silvia Regina de Oliveira |

| 20 de agosto de 2004 | México | 0 – 5     | Brasil                                            | Estádio Pankritio, Heraclião           |
| 21:00                |        | relatório | Cristiane 25', 49' · Formiga 29', 54' · Marta 60' | Público: 3,012 Árbitro: SEN Fatou Gaye |

| 20 de agosto de 2004 | Suécia                      | 2 – 1     | Austrália    | Estádio Panthessaliko, Vólos               |
| 21:00                | Ljungberg 25' · Larsson 30' | relatório | De Vanna 79' | Público: 4,811 Árbitro: CZE Dagmar Damková |

### Semifinal
| 23 de agosto de 2004 | Estados Unidos           | 2 – 1 (pro) | Alemanha     | Estádio Pankritio, Heraclião                  |
| 18:00                | Lilly 33' · O'Reilly 99' | relatório   | Bachor 90+2' | Público: 5,165 Árbitro: AUS Krystyna Szokolai |

| 23 de agosto de 2004 | Suécia | 0 – 1     | Brasil       | Estádio Pampeloponnisiako, Patras                 |
| 21:00                |        | relatório | Pretinha 64' | Público: 1,511 Árbitro: GUY Dianne Ferreira-James |

### Disputa pelo bronze
| 26 de agosto de 2004 | Alemanha   | 1 – 0     | Suécia | Estádio Karaiskákis, Pireu              |
| 18:00                | Lingor 17' | relatório |        | Público: 10,416 Árbitro: USA Kari Seitz |

### Final
| 26 de agosto de 2004 | Estados Unidos             | 2 – 1 (pro) | Brasil       | Estádio Karaiskákis, Pireu                   |
| 21:00                | Tarpley 39' · Wambach 112' | Relatório   | Pretinha 73' | Público: 10,416 Árbitro: SWE Jenny Palmqvist |

| EUA | Brasil |

| G               | 1  | Briana Scurry    |     |     |
| Z               | 3  | Christie Rampone |     |     |
| Z               | 5  | Lindsay Tarpley  |     | 91' |
| Z               | 6  | Brandi Chastain  |     | 61' |
| LD              | 7  | Shannon Boxx     |     |     |
| V               | 13 | Kristine Lilly   |     |     |
| M               | 9  | Mia Hamm         |     |     |
| M               | 11 | Julie Foudy      |     |     |
| LE              | 14 | Joy Fawcett      |     |     |
| A               | 15 | Kate Markgraf    |     |     |
| A               | 16 | Abby Wambach     |     |     |
| Substitutas:    |    |                  |     |     |
| Z               | 4  | Cat Whitehill    | 61' |     |
| Z               | 14 | Heather O'Reilly | 91' |     |
| Treinadora:     |    |                  |     |     |
| April Heinrichs |    |                  |     |     |

| G            | 1  | Andréia        |      |      |
| Z            | 3  | Mônica         | 47'  |      |
| Z            | 4  | Tânia Maranhão |      |      |
| Z            | 5  | Juliana Cabral |      |      |
| LD           | 16 | Daniela Alves  |      |      |
| V            | 7  | Formiga        | 18'  |      |
| M            | 9  | Pretinha       |      |      |
| M            | 10 | Marta          |      |      |
| LE           | 11 | Rosana         |      | 111' |
| A            | 12 | Cristiane      |      |      |
| A            | 14 | Elaine         |      | 88'  |
| Substitutas: |    |                |      |      |
| A            | 6  | Renata Costa   | 88'  |      |
| LD           | 15 | Maycon         | 111' |      |
| Treinador:   |    |                |      |      |
| Renê Simões  |    |                |      |      |

## Artilharia
| 5 gols (2) - BRA Cristiane - GER Birgit Prinz 4 gols (1) - USA Abby Wambach 3 gols (3) - BRA Marta - BRA Pretinha - USA Kristine Lilly 2 gols (5) - BRA Formiga - GER Conny Pohlers - GER Renate Lingor | 2 gols (continuação) - NGA Mercy Akide - USA Mia Hamm 1 gol (22) - AUS Heather Garriock - AUS Joanne Peters - AUS Lisa De Vanna - BRA Daniela - BRA Grazielle - CHN Ji Ting - GER Isabell Bachor - GER Martina Müller - GER Petra Wimbersky | 1 gol (continuação) - GER Pia Wunderlich - GER Steffi Jones - JPN Emi Yamamoto - JPN Eriko Arakawa - MEX Maribel Domínguez - NGA Vera Okolo - SWE Hanna Ljungberg - SWE Hanna Marklund - SWE Malin Moström - SWE Sara Larsson - USA Heather O'Reilly - USA Lindsay Tarpley - USA Shannon Boxx |